# Мінамі-Альпс

35°36′30″ пн. ш. 138°27′54″ сх. д. / 35.60833° пн. ш. 138.46500° сх. д.
Міна́мі-А́льпс (яп. 南アルプス市, みなみアルプスし, МФА: [mʲinamʲi aɾupu̥su ɕi̥]) — місто в Японії, в префектурі Яманасі.

## Короткі відомості
Розташоване в західній частині префектури, на березі річки Каманасі. Виникло на основі портового постоялого містечка і сільських поселень. Засноване 1 квітня 2003 шляхом об'єднання містечок Сіране, Вакакуса, Кусіґата, Косай з селами Хатта й Асіясу. Назване на честь японських «Південних Альп» — європейського імені гірської гряди Акаїсі. Основою економіки є сільське господарство, комерція. В місті розташовані гарячі джерела та гірськолижні курорти. Станом на 1 квітня 2009 площа міста становила 264,06 км². Станом на 1 липня 2011 населення міста становило 72 374 осіб.